# بورتوخيلي
بورتوكيليون (Πορτοχέλιον) هي مدينة في أرغوليس في مقاطعة كينتريكي إلادا في اليونان.